# Lernfahrausweis

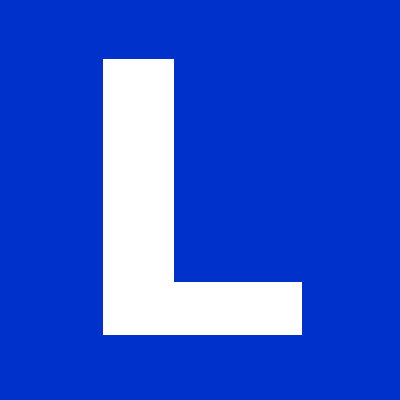
Weißes L auf blauem Grund, wie es am Fahrzeug anzubringen ist

Der Lernfahrausweis ist eine Möglichkeit für Fahrschüler in der Schweiz und Liechtenstein im Rahmen ihrer Führerscheinausbildung für die Klasse A und B Fahrpraxis ausserhalb der Fahrschule zu sammeln. Liechtenstein und die Schweiz haben in einem Notenaustausch 1978 die gegenseitige Anerkennung der Führer- und Fahrzeugausweise festgeschrieben.

## Schweiz
Voraussetzung ist mindestens ein Begleiter, welcher bei den Übungsfahrten neben dem Übenden sitzt, Unfällen vorbeugt, den Übenden nicht in Situationen bringen darf, denen dieser nicht gewachsen ist und darauf achtet, dass der Übende die Verkehrsvorschriften genau beachtet. Voraussetzung für den Erhalt des Lernfahrausweises ist, die theoretische Fahrprüfung bestanden zu haben. Die Begleitperson muss mindestens drei Jahre im Besitz des Führerausweises (Kat. B) sein und das 23. Altersjahr vollendet haben. Der Führerausweis der Begleitperson darf nicht auf Probe ausgestellt sein. Der Lernfahrausweis hat eine Gültigkeit von maximal 24 Monaten. Seit dem 1. Januar 2021 kann der Lernfahrausweis ab dem 17. Lebensjahr beantragt werden.

## Liechtenstein
Seit dem 1. Januar 2021 kann auch im Fürstentum Liechtenstein der Lernfahrausweis ab dem Alter von 17 Jahren beantragt werden. Die Regelungen lehnen sich an die Regeln in der Schweiz an. Im Unterschied zur Schweiz erhält man jedoch den Führerausweis Klasse B mit dem 18. Lebensjahr und muss nicht davor 12 Monate im Besitz des Lernfahrausweises gewesen sein.

## Voraussetzungen
Damit das erste Mal ein Lernfahrausweis ausgestellt werden kann, müssen:
- ein Nothelferkurs besucht werden
- ein Sehtest eingereicht werden
- die Basistheorieprüfung bestanden werden

Nach Erhalt des Lernfahrausweises, jedoch vor der praktischen Fahrprüfung, muss ein Verkehrskunde-Kurs besucht werden.

### Gültigkeit des Lernfahrausweises
- Führerschein Klasse A (Motorrad): Der Lernfahrausweis ist zunächst vier Monate gültig. Innerhalb dieser vier Monaten muss die praktische Grundschulung absolviert werden. Nach erfolgreich absolvierter Grundschulung (acht oder zwölf Stunden) verlängert sich der Lernfahrausweis um zwölf Monate. Für Lernfahrten ist keine Begleitperson notwendig.
- Führerschein Klasse B (PKW): Der Lernfahrausweis ist 24 Monate gültig. Für Lernfahrten ist eine Begleitperson notwendig, die das 23. Altersjahr vollendet hat und seit mind. drei Jahren den Führerausweis der Kategorie B besitzt. Die Begleitperson darf den Führerausweis nicht mehr auf Probe besitzen.

## Weiteres
- Lernfahrausweise sind grundsätzlich nur in der Schweiz und im Fürstentum Liechtenstein gültig.[4]
- Bei jeder Lernfahrt muss das "L"-Schild (weisses L auf blauem Grund) am Fahrzeug befestigt sein.[5]
- An das Fahrzeug können bestimmte Anforderungen gestellt sein, z. B. bei PKW die Erreichbarkeit der Handbremse durch die Begleitperson.
- Inhaber des Lernfahrausweises der Kategorie A und A1 müssen innerhalb der ersten vier Monate eine praktische Grundschulung absolvieren. Sie dauert für die Kategorie A und A beschränkt: zwölf Stunden; für die Kategorie A1: acht Stunden.
- Inhaber eines Führerausweises der Kategorie A beschränkt können einen unbeschränkten Lernfahrausweis nach zwei Jahren beanstandungsfreier Fahrpraxis beantragen.

## Elektronischer Lernfahrausweis
Im Hinblick auf die im Jahr 2026 geplante Einführung der E-ID wurde im Mai 2024 der elektronische Lernfahrausweis (eLFA) als Pilotprojekt im Kanton Appenzell Ausserrhoden lanciert.